# Негатив (фотографія)

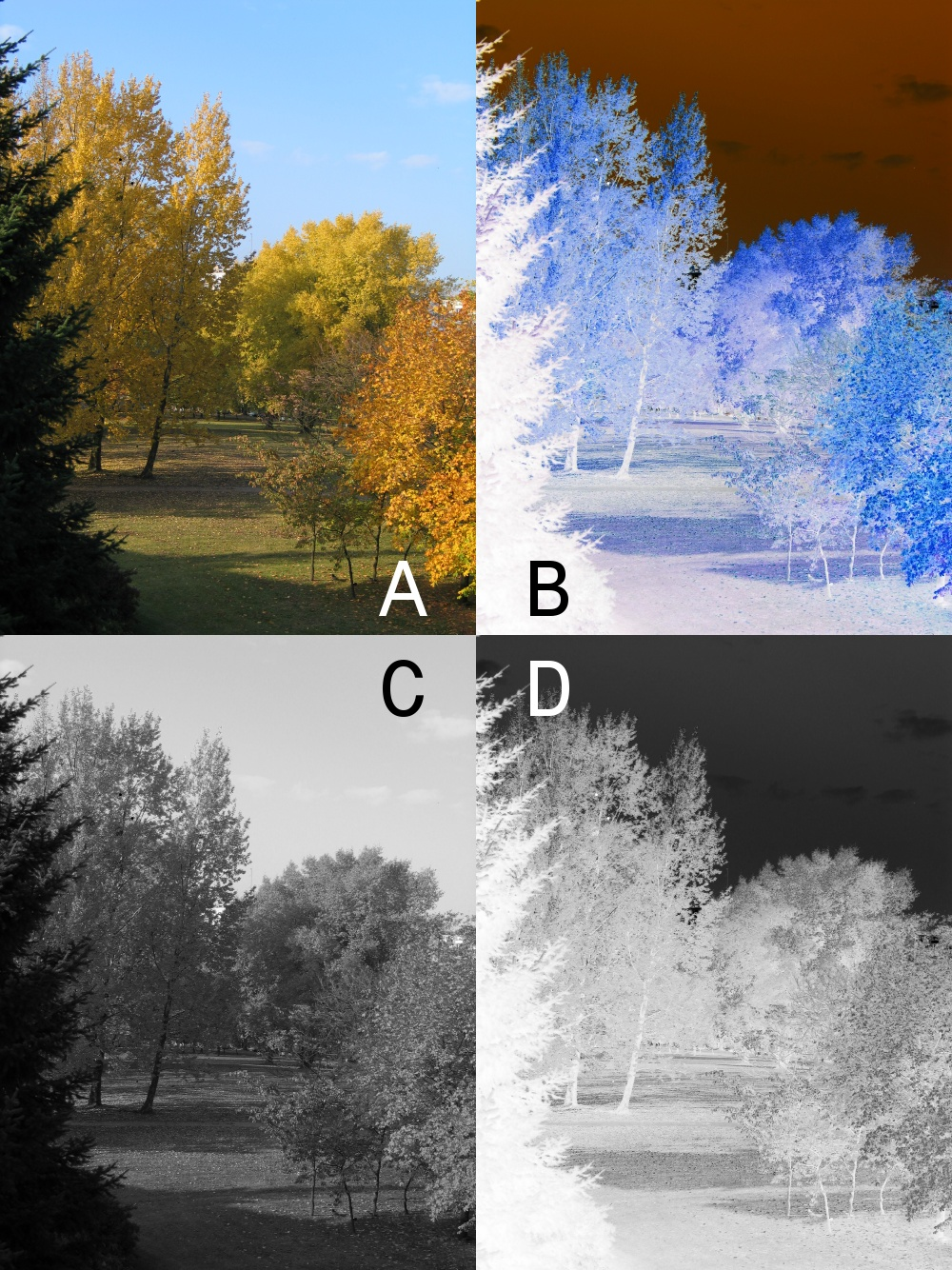
Позитив і негатив. A — кольоровий позитив. B — кольоровий негатив. C — чорно-білий позитив. D — чорно-білий негатив

Негатив (лат. negativus — негативний) — фотографічний знімок, в якому ступінь затемнення деталей зображення є прямо пропорційною яскравості деталей.
В чорно-білій фотографії та кінематографії зображення об'єкту зйомки утворюється зернами металевого срібла, в якому почорніння пропорційні яскравості деталей об'єкта: чим яскравіше деталь, тим більшим почорнінням вона відтворена.
В кольоровій фотографії зображення об'єкта зйомки утворюється барвниками, кольори яких є доповненнями до кольорів його деталей: жовті — до синіх, пурпурові — до зелених, блакитні — до червоних тощо.